# 白额圆尾鹱
白额圆尾鹱（学名：Pterodroma hypoleuca），又名白額圓尾鸌，为鹱科圆尾鹱属的海鳥。它是一種小型圓尾鸌，分佈於西北太平洋。其隱秘的習性、偏遠的繁殖群落和有限的分佈範圍導致研究甚少，該物種的許多生物學方面仍然知之甚少。

## 分類
白腹穴鳥在1888年由英國博物學家奧斯伯特·薩爾文正式描述，並給予雙名法名稱Oestrelata hypoleuca。他指定的模式產地為“克魯森斯特恩群島”，而不是西北夏威夷群島中的一個島嶼。 白腹穴鳥現在被歸入1856年由法國博物學家夏爾·呂西安·波拿巴引入的圓尾鸌屬（Pterodroma）中的其他圓尾鸌。 該屬名結合了古希臘語的pteron，意為“翅膀”，和dromos ，意為“賽跑者”或“跑者”。具體的修飾詞hypoleuca來自古希臘語的hupi，意為“下”，和leukos，意為“白色”。
 儘管該物種有兩個遙遠且分離的繁殖地點，但該物種是單型的，不承認亞種。
目前認為白腹穴鳥與斑海燕和白領海燕在亞屬Proaestrelata中關係密切，這基於對整個Pterodroma屬的形態、叫聲、繁殖生物學、飲食和寄生性 蝨的綜合審查結果。

## 描述
白腹穴鳥是一種小型圓尾鸌，長約30厘米，翼展約67厘米。它的頭部為白色，帶有帽狀黑色頭羽和臉頰標記；整體頭部通常具有鱗狀外觀。其淺灰色的上半身有較深的主羽和覆羽，在背部形成“M”標記。下翼為白色，邊緣和腕關節及下翼覆羽處有深色斑塊。尾部為深灰色，羽毛的其餘部分為白色，除了胸部的深色半項圈。像其他圓尾鸌（Pterodroma）一樣，黑色的喙短而呈鉤狀。腿和腳都是粉紅色的，帶有深色斑塊。

## 分佈
分布于太平洋北部，主要分佈於夏威夷群岛及日本的小笠原群島及硫磺岛，但偶爾也見於台湾岛以及中国大陆的福建等地的海岸。
其中995,000隻個體，約占總數量的99%，在西北夏威夷群島繁殖，而5,000隻個體（占總數量的1%）在日本海岸的小笠原和火山列島繁殖。
该物种的模式产地在太平洋北部的向风群岛-夏威夷群岛链。

## 行為

### 飲食
白腹穴鳥和與其密切相關的斑海燕是唯一以魚為主食的圓尾鸌Pterodroma。主要的獵物是來自燈籠魚科（燈籠魚）和褶胸魚科（斧頭魚）的魚類。還消耗來自槍烏賊科的魷魚。 這些獵物都是中層水域居民，利用發光器在夜間遷移到水面進食；因此推測白腹穴鳥是夜行性捕食者，在海面上或飛行中捕捉獵物。白腹穴鳥的眼睛含有大量的色素視紫紅質，有助於夜間視力。白腹穴鳥通常在海上是孤獨的個體，但有時會出現在大型生物種群中。像所有管鼻目鳥類一樣，白腹穴鳥的胃部有一個改良區域稱為前胃，部分消化獵物以製成胃油，這是一種比獵物輕的高能量油。

### 繁殖

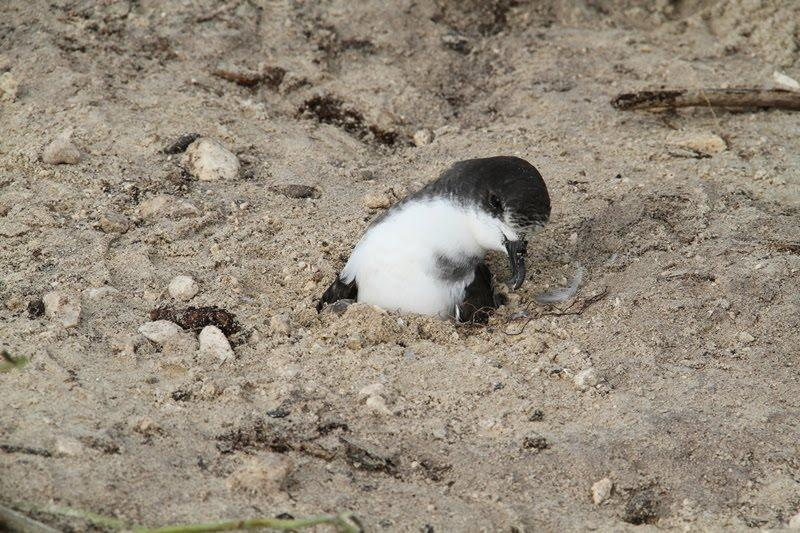
一隻小白腹穴鳥因 2011東日本大地震 被困在 中途島 的沙子裡，隨後獲救。

白腹穴鳥在西北夏威夷群島的島嶼上密集群落中繁殖；包括法艦環礁、莱桑岛、利西安斯基島、珀爾和赫米斯環礁、中途島和庫雷環礁；以及位於日本南部的火山列島和小笠原群島。此種只會在夜間造訪棲息地，通常在日落後不久抵達。 繁殖季節為冬季，以避免與其他繁殖的管鼻目鳥類爭奪洞穴。在西北夏威夷群島，有時繁殖季節會與較大的楔尾鸌重疊，後者會驅逐甚至殺死白腹穴鳥幼鳥以使用繁殖洞穴。親鳥雙方共同參與挖掘洞穴，洞穴通常挖在沙或硬珊瑚基質中，長度在1至3米之間。已配對的成鳥對巢穴入口周圍約2米的區域具有領地意識，並會進行防禦。它們也顯示出歸巢性，連續多年返回同一巢穴，如果巢穴塌陷會重新挖掘。在較硬的珊瑚基質中挖掘的巢穴比在沙中挖掘的更不容易塌陷。

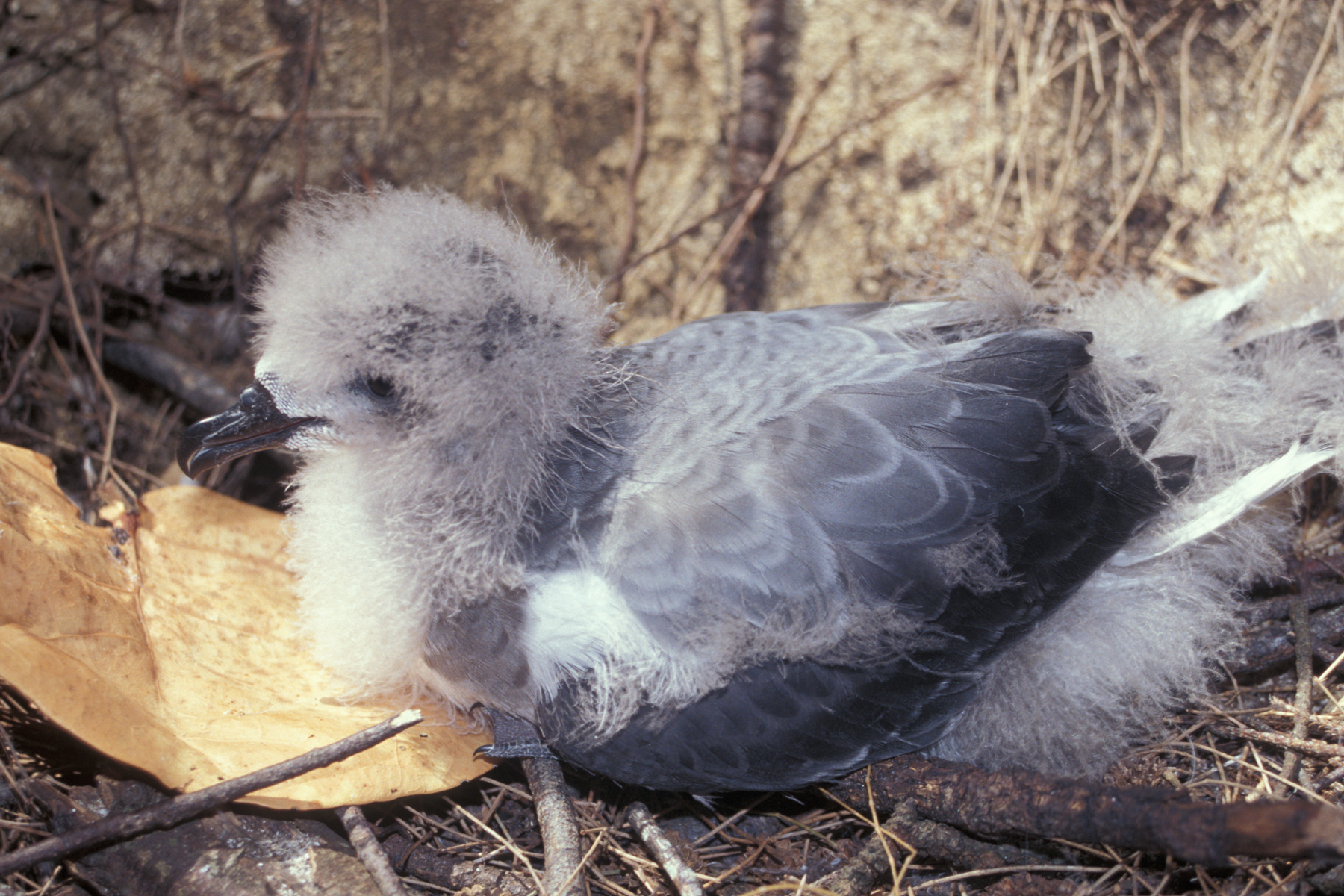
白腹穴鳥幼鳥

該物種被認為一生只會配對一次（像其他鸌形目鳥類）；配偶會進行追逐和互相鳴叫的交配飛行，然後才下蛋。每個繁殖季節一對配對成鳥只產一枚蛋，如果遺失則不會重新下蛋。下蛋通常在一月下旬。親鳥雙方共同孵蛋，雄性孵蛋持續八天，雌性孵蛋持續六天。大約在50天後孵化，時間約在三月中旬。幼鳥在孵化後是半早熟性的，覆蓋著淺灰色的絨羽，孵化後兩天內由雙親育雛，之後雙親會在海上覓食，晚上回來餵養幼鳥。幼鳥以胃油和小獵物為食。幼鳥在孵化後大約80天，六月初時長出成鳥羽毛。

### 遷徙
繁殖季節過後，幼鳥和成鳥會遷徙到日本本州和三陸的海域。遷徙的時間部分受海表溫度影響。在八月開始向南和向東遷移，九月開始返回繁殖島嶼。在繁殖季節，會在繁殖島嶼周圍的水域覓食。該物種在東太平洋尚未被記錄到。

## 與人類的關係
在有人類到達之前，白腹穴鳥在主要的夏威夷群島上繁殖，化石遺骸已在考艾島、瓦胡島和摩洛凱島上被發現。這些骨骼與人類考古學遺址有關，強烈暗示它們與其他海鳥皆是波利尼西亞定居者的食物來源。該物種在歐洲人到達之前就已從主要島嶼上絕跡。
該物種目前受到引入物種的威脅，特別是老鼠。 波利尼西亞鼠和黑鼠已經摧毀了西北夏威夷群島的圓尾鸌種群，主要是通過掠奪蛋。1960年代，在庫雷環礁引入的波利尼西亞鼠對圓尾鸌造成了嚴重的問題，在那段五年期間沒有一隻雛鳥孵化成功（在沒有引入掠食者的情況下，孵化成功率可以高達90%）。類似的災難也發生在中途島，1943年引入的黑鼠（這些黑鼠也導致了雷仙島秧雞的滅絕）將圓尾鸌種群從500,000只減少到1995年的32,000只。 引入到[w:Lisianski Island|利西安斯基島]]的兔子摧毀了築巢棲地並破壞了築巢洞穴。棲地破壞限制了一些島嶼上的繁殖成功率，特別是當它增加了與更加具有侵略性的物種（如楔尾鸌）之間的競爭。
保護措施已經到位以保護圓尾鸌和其他共享該物種繁殖島嶼的海鳥。海島恢復項目正在恢復拉桑島和中途島的本地植被，並且老鼠和兔子已經從所有西北夏威夷群島中被移除。該物種目前被國際自然保護聯盟（IUCN）列為無危等級。

## 外部連結
- 維基物種上的相關：白额圆尾鹱